# Peringueyella rentzi
Peringueyella rentzi is een rechtvleugelig insect uit de familie sabelsprinkhanen (Tettigoniidae). De wetenschappelijke naam van deze soort is voor het eerst geldig gepubliceerd in 1981 door Kaltenbach.
1. ↑  (en) Peringueyella rentzi op de IUCN Red List of Threatened Species.